# Доміно (родовище)
Доміно — газове родовище у румунському секторі Чорного моря. Станом на початок 2020-х найбільше серед офшорних родовищ в історії румунської нафтогазорозвідки.

## Опис
У 2010-х роках розпочалось розвідувальне буріння у глибоководному секторі Чорного моря, одним з учасників якого став створений на паритетних засадах консорціум ExxonMobil та австрійської OMV. На його замовлення взимку 2011/2012 років бурове судно Deepwater Champion спорудило свердловину Domino-1, закладену в районі з глибиною моря 930 метрів. Вона досягла довжини біля 3000 метрів та виявила газонасичений інтервал чистою товщиною 71 метр. У 2014—2015 роках бурове судно Ocean Endeavor спорудило на структурі дві оціночні свердловини — Domino-2 (закладена в районі з глибиною моря 800 метрів) та Domino-4.
Поклади газу виявлені у турбідітових пісковиках міоцен-пліоценового віку (понтійська та дакійська формації), при цьому газоматеринськими породами виступають олігоцен-міоценові відкладення майкопської формації. Первісна оцінка запасів родовища становить  від 42 до 84 млрд м3 (існує припущення й щодо більших обсягів на рівні 113 млрд м3).
Родовище збирались ввести у експлуатацію до кінця 2010-х, проте у другій половині десятиліття поступ проекту загальмував через зміну румунським урядом правил оподаткування, а також висунення додаткових умов щодо обов'язкового продажу частини продукції на внутрішньому ринку. Через це у ExxonMobil оголосила про наміри полишити проект. Влітку 2021-го вона вела переговори про продаж своєї частки з компанією Romgaz.
На випадок початку розробки Доміно планують спорудити східну частину газопроводу BRUA, що забезпечить можливість транспортування видобутого тут ресурсу до Угорщини та далі у Австрію.